# Вежбиця (Радомський повіт)
Вежбиця (пол. Wierzbica) — село в Польщі, у гміні Вежбиця Радомського повіту Мазовецького воєводства.
Населення — 4094 особи (2011).
У 1975-1998 роках село належало до Радомського воєводства.

## Демографія
Демографічна структура станом на 31 березня 2011 року:
|          | Загалом | Допрацездатний вік | Працездатний вік | Постпрацездатний вік |
| -------- | ------- | ------------------ | ---------------- | -------------------- |
| Чоловіки | 2041    | 413                | 1428             | 200                  |
| Жінки    | 2053    | 384                | 1206             | 463                  |
| Разом    | 4094    | 797                | 2634             | 663                  |